# آقاحسین کاوادوف
آقاحسین خلیل اوغلو کاوادوف بازیگر سینما و تئاتر اهل کشور جمهوری آذربایجان بود.